# Miran Schah

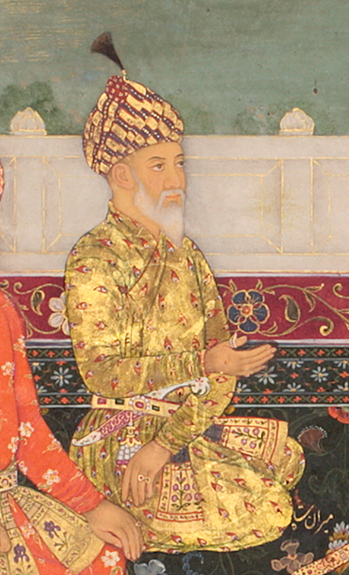
Darstellung Miran Schahs (Ausschnitt) auf einem indischen Gemälde des frühen 18. Jh., welches mehrere Timuriden und Mogul-Kaiser zeigt.

Dschalal ad-Din Miran Schah (persisch میران شاہ, DMG Mīrān-Šāh; * 1366; † 20. April 1408 in Naxçıvan) war als Timuride ein Sohn des berüchtigten Eroberers Timur und diente während der Herrschaft seines Vaters als dessen Statthalter in Westiran und dem Irak.
Miran Schahs erstes Verwaltungsgebiet war eine große Region um Kandahar, die er 1383 erhielt. Im selben Jahr schlug er eine Rebellion gegen die timuridische Herrschaft der Kartiden nieder, die bis dahin unter ihrem Herrscher Ghiyath ad-Din II. Vasallen Timurs in Chorasan gewesen waren. Um die Region allein zu regieren, lud er den übrig gebliebenen Kartiden-Fürsten 1396 zu einem Festessen ein und ließ ihn ermorden.
Im Winter 1386 besiegte Miran Schah eine Armee der Goldenen Horde, die in Iran eindrang. Er nahm mehrere Gefangene, doch wurden diese später, nach ihrer Übergabe an Timur, unter milden Bedingungen freigelassen.
1396 wurde Miran Schah die Kontrolle über Aserbaidschan mit den ehemaligen ilchanidischen Hauptstädten Täbris und Soltaniyeh übertragen. Im Sommer 1398 machte er sich von Täbris aus daran, die Dschalairiden in Bagdad zu unterwerfen, doch war er gezwungen, die Expedition abzubrechen. In der Zwischenzeit kamen Timur Gerüchte zu Ohren, dass sein Sohn ihn angeblich hintergehen wolle. Der Eroberer war wütend über seinen Sohn und dessen Weigerung, das Problem der Steuerhinterzieher in seinem Gebiet zu lösen, sowie über dessen Unfähigkeit, die wichtige Festung Alindscha vor den Dschalairiden zu schützen. 1399 sandte Timur eine Streitmacht unter seinem Neffen Sulaiman Schah, um Miran Schah zu sich zu rufen. Dieser kam bereitwillig mit Sulaiman Schah zu seinem Vater zurück, wurde seines Amtes enthoben und musste vier Jahre neben seinem Vater verbringen. Seine Freunde und Berater wurden hingerichtet.
Bedingt durch mentale Probleme, die von einem Unfall herrührten, war Miran Schah kein Kandidat für die Nachfolge Timurs. Im Streit nach Timurs Tod 1405 schaffte es sein Sohn Abu Bakr, die Dschalairiden aus Täbris zu verjagen, und Miran Schah kehrte nach Aserbaidschan zurück. Zur selben Zeit unterstützte Miran Schah seinen anderen Sohn Chalil Sultan in dessen Anspruch auf den Thron. Er marschierte mit Abu Bakr los, um Chalil auf den Thron zu setzen, kehrte dann aber zurück. Derweil hatte er es mit der wachsenden Gefahr der turkmenischen Qara Qoyunlu unter Qara Yusuf zu tun. Dieser besiegte Abu Bakr 1406 in Naxçıvan und 1408 ein weiteres Mal in Sardrud. In letzterer Schlacht wurde Miran Schah getötet.
Miran Schahs Nachkommen spielten in den verbleibenden Gebieten des timuridischen Reiches weiterhin eine wichtige Rolle. Sein Enkel Abu Sa'id ibn Muhammad kam in Transoxanien sowie Chorasan an die Macht und war der Großvater Baburs, womit die Großmoguln über Miran Schah von Timur abstammen.